# Felipe Gómez de Vidaurre
Felipe Gómez de Vidaurre y Girón (Concepción, 1748 - Cauquenes, 1818) fue un historiador, escritor y sacerdote jesuita chileno. 

## Biografía
Entre otras obras escribió una Historia geográfica, natural y civil del Reino de Chile, muchas veces considerada en lo historiográfico secundaria frente a otras de su siglo, pero habitualmente valorada por su rescate de aspectos costumbristas, sociológicos y morales. También por su pluma, que expresa la nostalgia al terruño derivada de haber sido escrita esta obra en Ímola, Italia, a raíz del exilio que experimentó Gómez de Vidaurre por largos años, con motivo de la expulsión de los jesuitas de España y sus colonias. En ese exilio compartió el destino de otros intelectuales jesuitas chilenos, que fueron concentrados en Ímola, como Juan Ignacio Molina, Miguel de Olivares y Manuel Lacunza. Su Historia también es considerada una fuente de información etnográfica sobre los mapuches y la situación en la frontera del Río Biobío en su tiempo, así como revela una preocupación especial por los aspectos naturales y geográficos del país. Sus textos están influenciados por cierto afán de crítica social y aconsejamiento, que corre aparejado con una exaltación del indígena y una gran fe en el poder de la pedagogía como transformadora de la sociedad, en concordancia con el pensamiento contemporáneo de Rousseau y Campomanes. Se sabe que para 1801 Gómez de Vidaurre era uno de los pocos jesuitas que había logrado volver a Chile, gracias al permiso extraordinario de repatriación para los miembros ancianos de la orden. Luego una contraorden impelía a que se le reembarcara hacia España con sus compañeros, pero, como en esa fecha sufría una parálisis o hemiplejía, se le dejó finalmente pasar en paz sus últimos años.

## Obras
- Anónimo atribuido: Compendio della storia geografica, naturale, e civile del regno del Chile. Esta obra publicada en 1776, en Bolonia, genera discusión acerca de su autoría, pues unos se la asignan a Vidaurre y otros a su compañero jesuita exiliado el Abate Molina. Esta última es la opinión mayoritaria, a partir de del dictamen del historiador del siglo XIX Diego Barros Arana.[5]
- Historia geográfica, natural y civil del Reino de Chile; manuscrito de 1789, publicado como libro en Santiago en 1889 (con introducción biográfica y notas por J. T. Medina.)
- Conversaciones familiares de un Padre Americano con sus Hijos Caupolican y Colocolo por D Felipe Gomez de Vidaurré, Presbítero ex jesuíta americano; manuscrito de 2 volúmenes y 500 páginas, que contienen 4 libros sobre la enseñanza moral, física e intelectual de los hijos, con especial énfasis en temas de agricultura y botánica.[6]